# Хуссеко Хайен

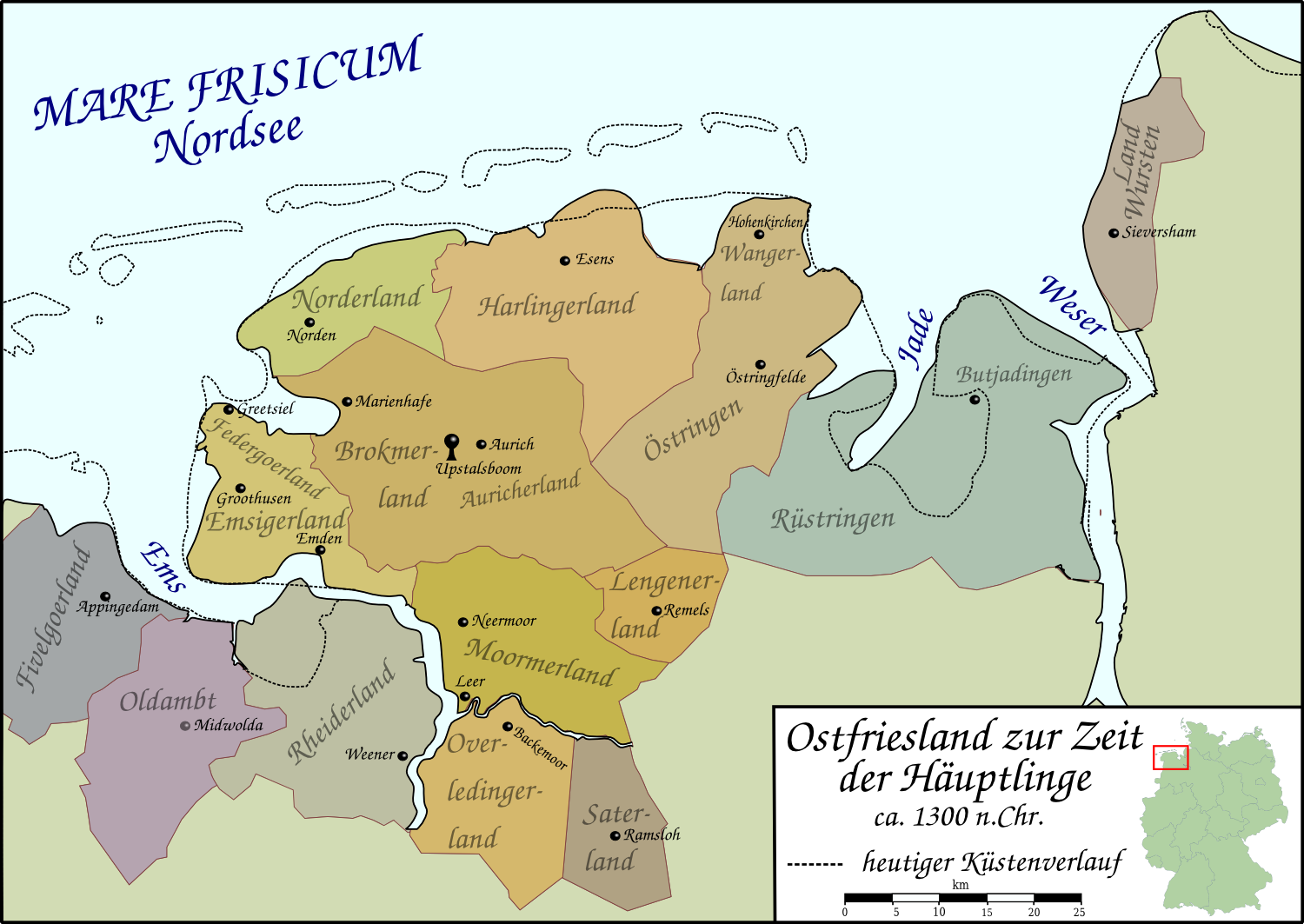
Восточная Фризия в период правления хофтлингов

Хуссеко Хайен (нем. Husseko Hayen; до 1367 — ок. 1384) — восточнофризский хофтлинг (вождь) Штадланда.
О молодости Хуссеко Хайена ничего не известно. Впервые он упоминается как Хуссеко, сын Хайо (лат. filius Hayonis) в документе о мирном соглашении между городом Бременом и приходом Роденкирхен в Штадланде от 22 ноября 1367 года. Жители Роденкирхена называют его наш соотечественник (лат. noster conterraneus). Вероятно, он построил церковь как своего рода крепость и использовал её для нападений на судоходство на Везере, контролируемое Бременом.
В 1384 году он, по-видимому, использовал замок Хоскенвурт в Эзенсхамме в качестве базы и отправной точки для дальнейших набегов, вероятно, снова против Бремена. Согласно Бременскому вердикту, церковь рассматривалась как разбойничий центр и считалась самой укреплённой церковью в Восточной Фризии.
Таким образом, Хуссеко имел значительное положение во власти и весомую поддержку в Штадланде и, благодаря своему воинственному образу жизни, значительно превзошёл средний социальный уровень крестьян Штадланда. Его женитьба на Ярсте, сестре правившего в Рюстрингене хофтлинга Эдо Вимкена-старшего, также свидетельствует о его высоком социальном положении.
Однако, когда Хуссеко отверг Ярсте из-за другой женщины, это, вероятно, побудило его зятя заключить против него союз с городом Бременом в мае 1384 года. Кроме него, Бремен также объединился против Хуссеко с графом Конрадом II Ольденбургским и другим хофтлингом Штадланда Диде Люббеном. Пока Эдо искал мести за оскорбление своей сестры, Бремен пытался восстановить судоходство на Везере, который Хуссеко и его сторонники в Штадланде постоянно беспокоили с разной интенсивностью. В июне 1384 года, после 13-дневной осады, церковь в Эсенсхамме была взята штурмом. Хуссеко был передан в плен Эдо Вимкену, который замучил его до смерти.